# Serein
Serein – rzeka we Francji, przepływająca przez tereny departamentów Côte-d’Or i Yonne, o długości 188,2 km. Stanowi dopływ rzeki Yonne.